# 서경 18도
서경 18도(西經18度)는 본초 자오선에서 서쪽으로 18도 떨어진 경선이다. 북극점에서 시작하여 북극해, 그린란드, 아이슬란드, 카나리아 제도, 대서양, 남극해, 남극을 거쳐 남극점에 이른다.
서경 18도는 동경 162도와 이어져 지구의 둘레를 이룬다.
북극점에서 남극점까지 서경 18도선은 다음 지역을 지나간다.
| 좌표                                                  | 나라, 지역, 해역 | 비고                                          |
| ----------------------------------------------------- | ---------------- | --------------------------------------------- |
| 북위 90° 0′ 서경 18° 0′  / 북위 90.000° 서경 18.000°  | 북극해           |                                               |
| 북위 82° 8′ 서경 18° 0′  / 북위 82.133° 서경 18.000°  | 그린란드         | 프린세스마그레트섬과 프린세스다그마르섬, 본토 |
| 북위 79° 41′ 서경 18° 0′  / 북위 79.683° 서경 18.000° | 대서양           | 그린란드해                                    |
| 북위 78° 47′ 서경 18° 0′  / 북위 78.783° 서경 18.000° | 그린란드         | 부르본섬                                      |
| 북위 78° 44′ 서경 18° 0′  / 북위 78.733° 서경 18.000° | 대서양           | 그린란드해                                    |
| 북위 77° 46′ 서경 18° 0′  / 북위 77.767° 서경 18.000° | 그린란드         | 일드프랑스                                    |
| 북위 77° 37′ 서경 18° 0′  / 북위 77.617° 서경 18.000° | 대서양           | 그린란드해                                    |
| 북위 75° 24′ 서경 18° 0′  / 북위 75.400° 서경 18.000° | 그린란드         | 섀넌섬                                        |
| 북위 75° 1′ 서경 18° 0′  / 북위 75.017° 서경 18.000°  | 대서양           | 그린란드해                                    |
| 북위 66° 33′ 서경 18° 0′  / 북위 66.550° 서경 18.000° | 아이슬란드       | 그림세이섬                                    |
| 북위 66° 31′ 서경 18° 0′  / 북위 66.517° 서경 18.000° | 대서양           |                                               |
| 북위 66° 9′ 서경 18° 0′  / 북위 66.150° 서경 18.000°  | 아이슬란드       |                                               |
| 북위 63° 31′ 서경 18° 0′  / 북위 63.517° 서경 18.000° | 대서양           |                                               |
| 북위 28° 46′ 서경 18° 0′  / 북위 28.767° 서경 18.000° | 스페인           | 라팔마섬                                      |
| 북위 28° 45′ 서경 18° 0′  / 북위 28.750° 서경 18.000° | 대서양           |                                               |
| 북위 27° 48′ 서경 18° 0′  / 북위 27.800° 서경 18.000° | 스페인           | 엘이레로 섬                                   |
| 북위 37° 38′ 서경 18° 0′  / 북위 37.633° 서경 18.000° | 대서양           |                                               |
| 남위 60° 0′ 서경 18° 0′  / 남위 60.000° 서경 18.000°  | 남극해           |                                               |
| 남위 72° 32′ 서경 18° 0′  / 남위 72.533° 서경 18.000° | 남극             | 퀸모드랜드 — 노르웨이가 영유권을 주장한다.    |

## 같이 보기
- 서경 17도
- 서경 19도